# Union Council
Das Union Council (Urdu یونین کونسل DMG Yūniyan Kaunsil) ist die niedrigste administrative Einheit der Islamischen Republik Pakistan. Über dem Union Council steht der Tehsil, in der Provinz Sindh der Taluk. Der Begriff „Union Council“ wird sowohl für das Territorium (das „Gemeindegebiet“) als auch für das Gremium (der „Gemeinderat“) und die Behörde (die „Gemeindeverwaltung“) verwendet.

## Zusammensetzung
Das Union Council besteht aus 21 Mitgliedern, die sich seit dem von Militärmachthaber Pervez Musharraf im März 2000 erlassenen Devolution of Power Plan folgendermaßen zusammensetzen:
- 1 Union Nazim (Bürgermeister)
- 1 Naib Nazim (stellvertretender Bürgermeister)
- 1 Minderheitenvertreter (Christen, Sikhs etc.)[1]
- 12 Muslim-Vertreter aus allen Schichten der Bevölkerung (mindestens 4 davon Frauen)
- 6 Vertreter der Arbeiter und Bauern (mindestens 2 davon Frauen)[2]

Auf dem Land werden Union Councils auch „Village Council“ genannt (ein Village Council kann mehrere Dörfer umfassen), in der Stadt „Neighbourhood Council.“ So waren zum Beispiel im Jahr 2022 von den 4203 Union Councils der Provinz Khyber Pakhtunkhwa 3624 Village Councils und 579 Neighbourhood Councils.

## Aufgaben
Das Union Council erlässt örtliche Satzungen und verhängt bei Ordnungswidrigkeiten Strafen, es beschließt Entwicklungspläne und setzt sie um.
Auf dem Land sind die Village Councils für Wasserversorgung und Müllabfuhr zuständig, nicht jedoch für Abwasseraufbereitung, Stromversorgung, Telefon oder Internet. Die rudimentären Versorgungsleistungen der Village Councils sind kostenfrei, die städtischen Neighbourhood Councils erheben jedoch Gebühren und Gemeindesteuern.
Eine essentielle Aufgabe des Union Councils ist die Organisation von Kooperativen zum Zwecke der Armutsreduzierung. Das Union Council fungiert als Standesamt, wo Geburten, Todesfälle, Eheschließungen und Scheidungen registriert werden.
Bei Streitigkeiten um Weiderechte, Mitgift etc. kann es auch die Aufgabe eines Schiedsgerichts übernehmen.